# Баттенберг (Рейнланд-Пфальц)
Баттенберг (нім. Battenberg) — громада в Німеччині, розташована в землі Рейнланд-Пфальц. Входить до складу району Бад-Дюркгайм. Складова частина об'єднання громад Грюнштадт-Ланд.
Площа — 5,45 км2. Населення становить 392 ос. (станом на 31 грудня 2020).

## Галерея

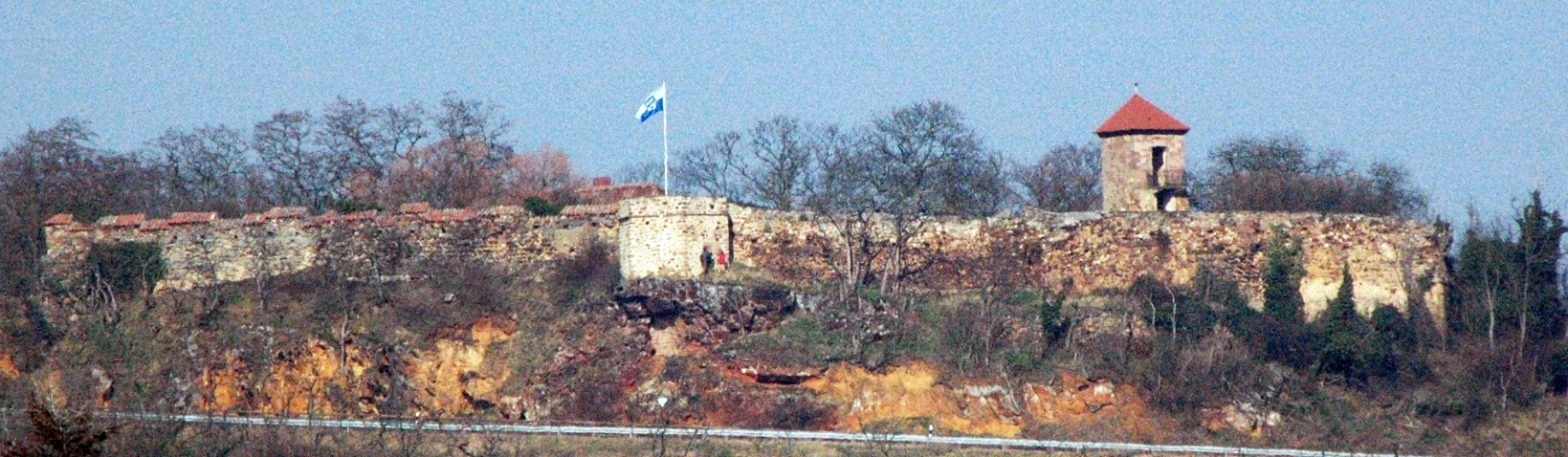
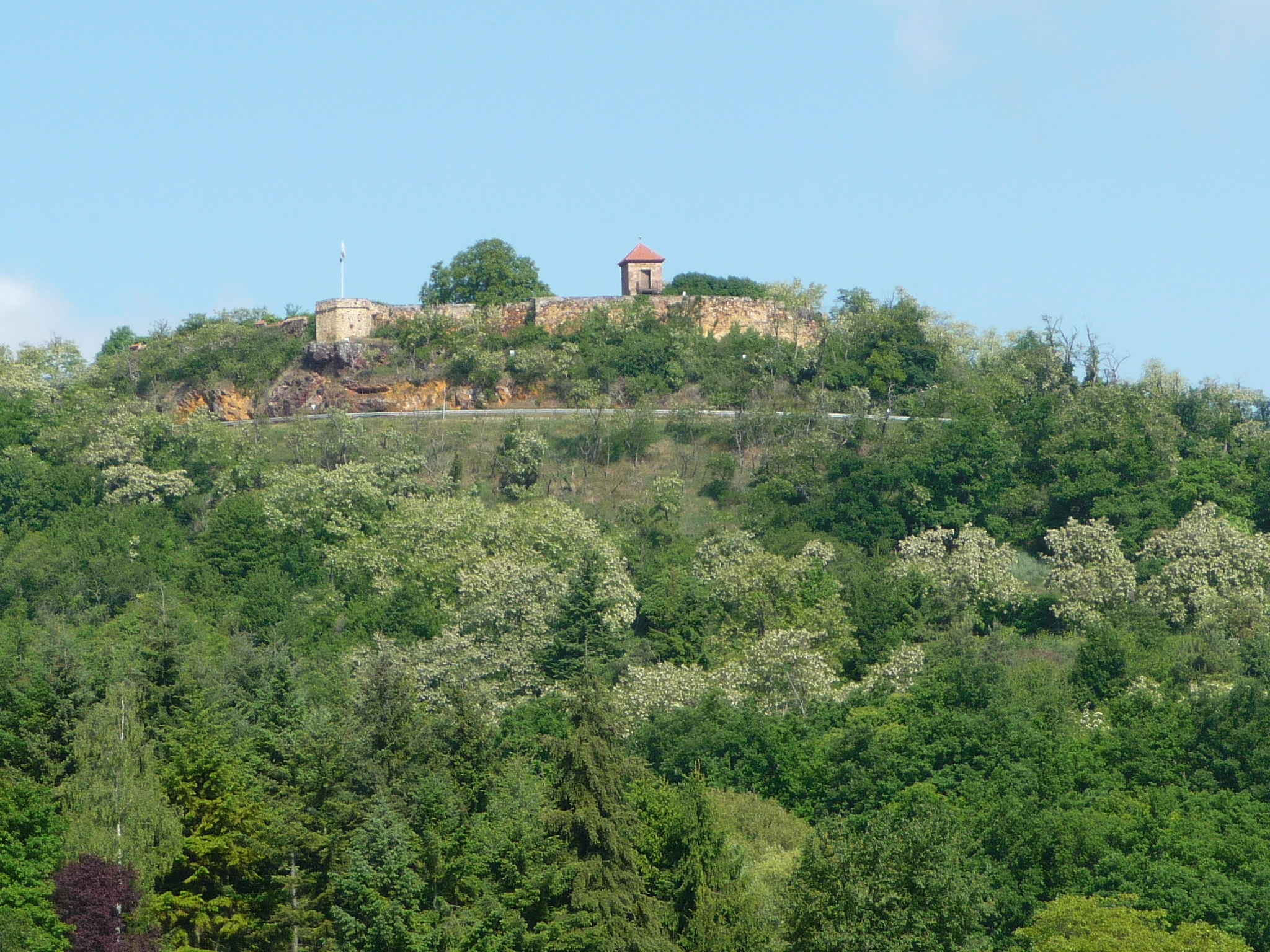
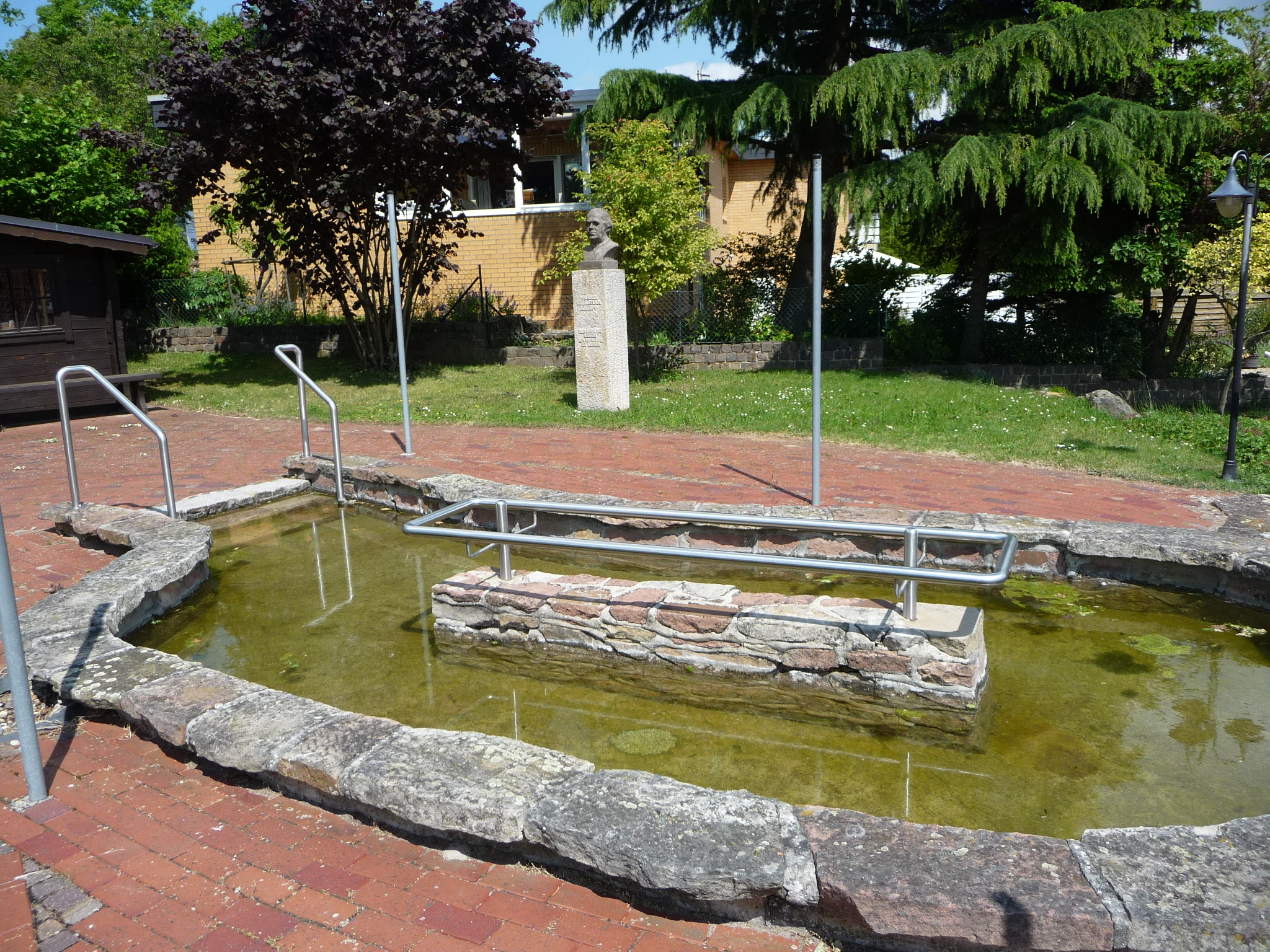
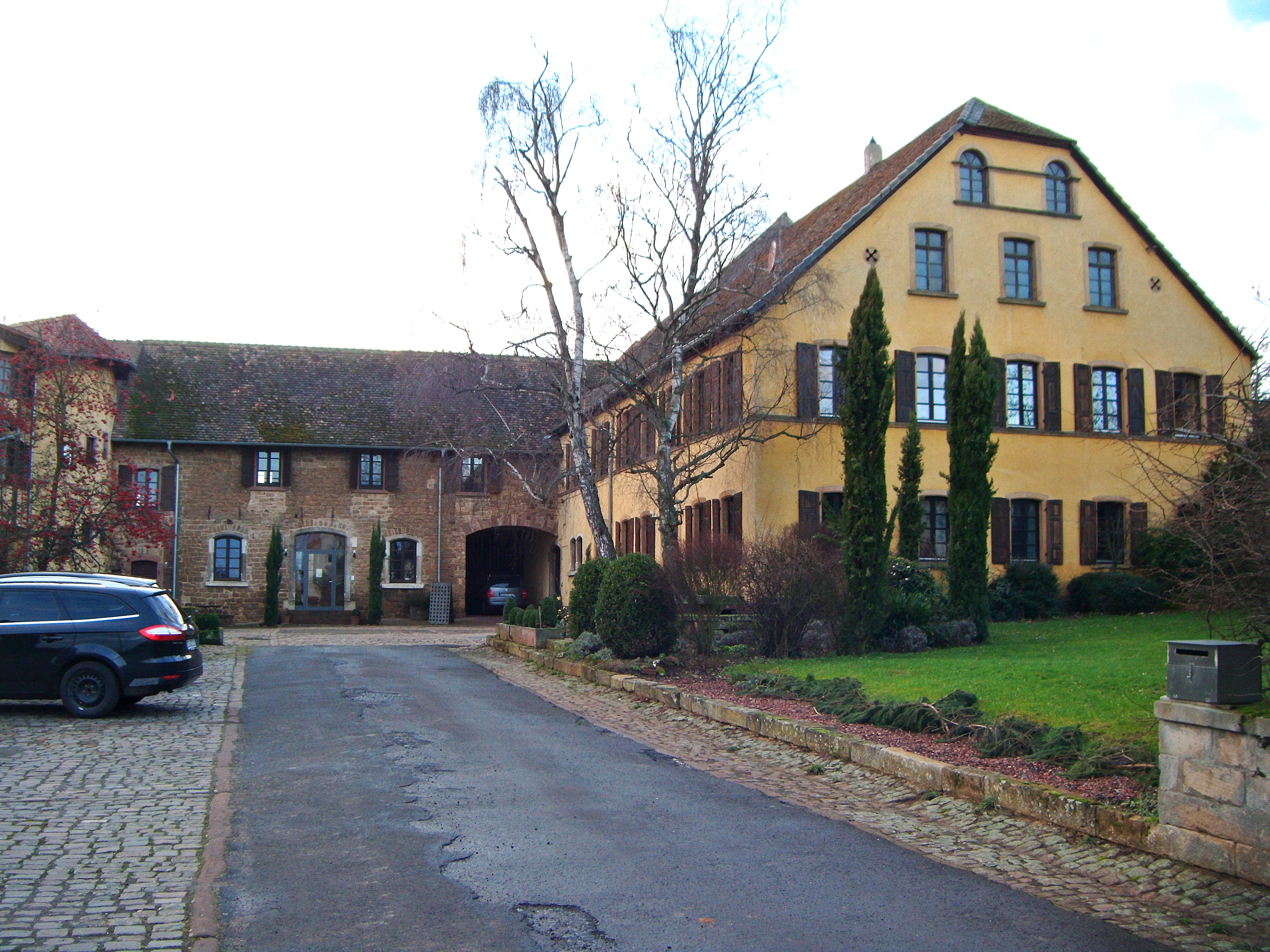